# Liste d'artistes de RnB contemporain
- Haut – A
- B
- C
- D
- E
- F
- G
- H
- I
- J
- K
- L
- M
- N
- O
- P
- Q
- R
- S
- T
- U
- V
- W
- X
- Y
- Z

Cet liste recense des artistes de RnB contemporain.

## 0-9
- 112[1]

## A
- Aaliyah[2]
- Abra[3]
- Yolanda Adams[4]
- Adeaze[5]
- Ai[6]
- Jhené Aiko[7]
- Akon[8]
- Algebra[9]
- All Saints[10]
- AlunaGeorge[11],[12]
- Marsha Ambrosius[13]
- Amerie[14],[15]
- Sunshine Anderson[16]
- Another Bad Creation[1]
- Ashanti[14],[17],[18],[19]
- Assia[20],[21]

Haut

## B
- Babyface[15]
- Erykah Badu[22]
- Anita Baker[23]
- Bangtan Boys[24]
- Banks[25]
- Fantasia Barrino[4]
- Bell Biv DeVoe[1]
- Eric Benét[26]
- Amel Bent[20]
- Beyoncé[11],[14],[15],[17],[25],[27],[28],[29]
- Justin Bieber[30]
- Bilal[9]
- The Black Eyed Peas[30]
- Blackstreet[1]
- Blaque[10],[31]
- Mary J. Blige[12],[20],[25],[28]
- Boyz II Men[15],[32]
- Brandy[19],[20],[33]
- Toni Braxton[2],[15],[34]
- Bobby Brown[32],[35]
- Chris Brown[11],[28],[36]
- Brownstone[10]

Haut

## C
- Daniel Caesar[2],[37]
- Blu Cantrell[38]
- Alessia Cara[39]
- Mariah Carey[2],[15],[17],[18]
- Case[19]
- Cassie[18]
- Cherish[40]
- Chloe x Halle[41]
- Ciara[14],[17],[18],[42],[43]
- Club Nouveau[44]
- Keyshia Cole[45]
- Color Me Badd[1]
- Citizen Cope[9]
- Corneille[46]
- Taio Cruz[12]

Haut

## D
- D'Angelo[15],[47]
- Danity Kane[31]
- Terence Trent D'Arby[47]
- Craig David[32]
- Andra Day[4]
- El DeBarge[35],[48]
- Willy Denzey[46]
- Jason Derulo[43]
- Destiny's Child[2],[10],[31],[32]
- Divine[10]
- Will Downing[49]
- Drake[15],[36]
- The-Dream[28],[50]
- Dru Hill[1],[35],[51]
- Dwele[9]
- Ms. Dynamite[32]

Haut

## E
- Fleur East[12]
- Missy Elliott[11]
- En Vogue[10]
- Estelle[11],[52]
- Faith Evans[53]

Haut

## F
- Kenza Farah[54]
- Rebecca Ferguson[12]
- Fifth Harmony[55]
- FKA Twigs[56]
- The Foreign Exchange[57]
- Jamie Foxx[58]

Haut

## G
- Johnny Gill[59]
- Ginuwine[60]
- Goapele[61]
- Ariana Grande[62]
- Macy Gray[63]
- Guy[1]

Haut

## H
- Anthony Hamilton[9]
- Mayer Hawthorne[64]
- Heather Headley[65]
- H.E.R.[2],[37],[41]
- Lauryn Hill[28]
- Keri Hilson[14],[43]
- J. Holiday[66]
- Matt Houston[46]
- Whitney Houston[17],[67]
- Adina Howard[68]
- Miki Howard[69]
- Jennifer Hudson[70]
- Humphrey[46]

Haut

## I
- Ibeyi[71]
- India.Arie[72]
- The Internet[73]

Haut

## J
- Jagged Edge[1],[35],[42]
- Janet Jackson[17]
- Jacquees[13]
- Jade[10],[31]
- Jaheim[74]
- Jalane[20],[21]
- Jamelia[29]
- Lyfe Jennings[74]
- Jeremih[11],[13],[25],[36]
- JLS[75]
- Jodeci[32]
- Joe[35]
- Joe Public[1]
- JoJo[76]
- Montell Jordan[19]

Haut

## K
- K-Reen[20],[21]
- Kehlani[7],[41]
- Kelis[14],[18]
- R. Kelly[11],[15],[17],[32],[70],[77],[78],[79]
- Kem[59]
- Alicia Keys[2],[19],[25],[70]
- Khalid[41]
- Solange Knowles[80]

Haut

## L
- Lââm[20]
- Natalie La Rose[81]
- Kenny Lattimore[82]
- Jena Lee[83]
- John Legend[25]
- Lemar[52]
- Ravyn Lenae[84]
- Leslie[20],[21]
- Ryan Leslie[85]
- Gerald Levert[86]
- Leona Lewis[87]
- Lloyd[19]
- Cher Lloyd[12]
- Lisa « Left Eye » Lopes[88]
- Jennifer Lopez[11],[14],[15]
- LeToya Luckett[18]
- Sheryfa Luna[20],[54]

Haut

## M
- Melissa M[54]
- Magoo[11]
- Ella Mai[2],[37]
- Teairra Mari[18]
- Teena Marie[89]
- Mario[90]
- Maxwell[47]
- Brian McKnight[91]
- Chrisette Michele[9]
- Michel'le[69]
- K. Michelle[92]
- Michael Jackson
- Miguel[93]
- Janelle Monáe[93],[94]
- Monica[18],[19],[42]
- Chanté Moore[48],[82]
- PJ Morton[95]
- Mýa[14]

Haut

## N
- Nâdiya[54]
- N'Dambi[96]
- The Neptunes[97]
- Ne-Yo[15]
- New Edition[32]
- Next[1]

Haut

## O
- Frank Ocean[11],[15],[25]
- Omarion[98]

Haut

## P
- Jay Park[99]
- PartyNextDoor[34]
- Pearl[21]
- Pleasure P[100]
- Poetic Lover[46]
- M. Pokora[46]
- Mike Posner[101]
- Kelly Price[102]
- Prince[15]
- The Pussycat Dolls[103]

Haut

## Q
- Queen Naija[13],[37]

Haut

## R
- Ray J[40],[52],[95]
- Dawn Richard[50]
- Teddy Riley[15]
- Rihanna[11],[15],[17],[28],[103]
- Kelly Rowland[11],[14]
- Darius Rucker[104]

Haut

## S
- Raphael Saadiq[105]
- Kayna Samet[21],[77]
- Sampha[25]
- Jill Scott[9]
- Jay Sean[106]
- Serayah[107]
- Shareefa[18]
- SHINee[108]
- Shy'm[20]
- Singuila[77]
- Jorja Smith[37]
- Trey Songz[50]
- Musiq Soulchild[109]
- Britney Spears[15],[29]
- Cassandra Steen[110]
- Sevyn Streeter[7]
- Jazmine Sullivan[28],[34],[50]
- Keith Sweat[35],[111],[112]
- SWV[2],[10]
- SZA[7],[41]

Haut

## T
- T-Pain[43]
- Tal[113]
- Tamia[37]
- Tank[37]
- TeeFlii[114]
- Robin Thicke[94]
- Bryson Tiller[34],[36]
- Timbaland[11],[18],[30],[97]
- Justin Timberlake[2],[15],[30]
- Tinashe[7]
- TLC[2],[18],[19],[28],[115]
- Tony! Toni! Toné![1],[15]
- TQ[74]
- Tragédie[46]
- Troop[1]
- Truth Hurts[116]
- Tweet[18]
- Ty Dolla Sign[13]
- Tyrese[117]

Haut

## U
- Usher[2],[11],[15],[17],[28],[30],[70]

Haut

## V
- Bobby V[118]
- Luther Vandross[119]
- Vitaa[20],[21]

Haut

## W
- Wallen[20],[21],[54]
- Jessie Ware[11]
- Tionne « T-Boz » Watkins[42]
- The Weeknd[11],[25],[35]
- Pharrell Williams[11]
- Charlie Wilson[35]
- Mario Winans[120]
- Ophélie Winter[20]
- Wreckx-N-Effect[1]

Haut

## X
- Xscape[10],[31]

Haut

## Z
- Zaho[20],[54]
- Zayn[121]
- Zhané[10]

Haut